# Hatley High
Hatley High (Brasil: Escola de Campeões ) é um filme de comédia romântica dirigido por Phil Price e lançado em 2003.

## Sinopse
Thommy (Nicolas Wrigth), após a morte de sua mãe, vai morar com seu pai na terra natal dela. Ao chegar na cidade, Thommy percebe que todos o olham como se já o conhecessem e tivessem grandes expectativas de suas ações.Também observa que os habitantes daquela cidade do interior têm um grande interesse pelo xadrez, chegando até a superestimá-lo;o que para Thommy que considera xadrez um tanto quanto simplório é um absurdo.
Então ele se encontra com Hyacinthe (Rachelle Lefevre)uma garota muito bonita e de grande personalidade que simpatiza com ele logo de cara e o leva para conhecer a escola.
Simplório e pacato o garoto com grandes habilidades com mágica descobre que sua mãe é muito mais do que ele imaginava e o xadrez está no seu sangue.Então nessa sua busca interior revela-se muito mais corajoso do que pensam.